# Olympische Sommerspiele 2004/Teilnehmer (Aruba)
| Gelbes Symbol für Goldmedaillen mit stilisierten Olympischen Ringen | Graues Symbol für Silbermedaillen mit stilisierten Olympischen Ringen | Braundes Symbol für Bronzemedaillen mit stilisierten Olympischen Ringen |
| ------------------------------------------------------------------- | --------------------------------------------------------------------- | ----------------------------------------------------------------------- |
| —                                                                   | —                                                                     | —                                                                       |

Aruba nahm an den Olympischen Sommerspielen 2004 in Athen, Griechenland, mit einer Delegation von vier Sportlern (drei Männer und eine Frau) teil.

## Teilnehmer nach Sportarten

### Gewichtheben
- Isnardo Faro
Mittelschwergewicht (bis 94 kg): 19. Platz

### Leichtathletik
- Pierre de Windt
100 Meter Männer: Vorläufe

### Schwimmen
- Roshendra Vrolijk
50 Meter Freistil: Vorläufe

- Davy Bisslik
100 Meter Schmetterling: Vorläufe